# Fekete-kastély (Balatonederics)
A Fekete-kastély Balatonedericsen, Veszprém vármegyében található kastély.

## Története
Balatonederics külterületén, elvadult kastélyparkja közepén áll a Fekete-kastély, amelyet a nedeczei Nedeczky család építtetett. Nevét tetejének egykori fekete színéről – mások szerint a feketére festett ajtóiról-ablakairól – kapta. Az itt történt események azonban más megvilágításba helyezik ezt a nevet.
A kastélyt Nedeczky Jenő vette meg pénzügyi nehézségekkel küszködő bátyjától, Nedeczky Istvántól. Istvánt 1864-ben fegyveres felkelés előkészítésének vádjával letartóztattak, és halálra ítéltek. Deák Ferenc közbenjárására (unokaöccse volt Deáknak) azonban az ítéletet 20 évi várfogságra mérsékelték, végül az 1867-es kiegyezéskor amnesztiával szabadult.
Az első gyilkosság 1912 nyarán történt, amikor is egy edericsi gulyás féltékenységből megölte kedvesét, a kastély szakácsnőjét. A második haláleset öngyilkosság volt: Nedeczky Jenő 1914 tavaszán 74. születésnapján önkezével vetett véget az életének.
A kastély ezt követően többször gazdát cserélt. 1928-ban Vág Jenő pesti ügyvéd és felesége költözött ide. Amikor az ügyvéd rajtakapta nejét egy másik férfival, öngyilkos lett. Az özvegy új vőlegénye egy kútfúró, szintén öngyilkos lett, amikor megtudta, hogy a nő szíve már másé. A fekete özvegy következő kalandja Kaály Nagy Adorján, aki alföldi földbirtokosnak és tengerésztisztnek adta ki magát, már ismert volt a rendőrség előtt. Tizenháromszoros bigámia vádjával körözték. Miután az özvegy vagyonának nagy részét elköltötte, kereket oldott.
Az özvegy a kastélyt egy nyugalmazott miniszteri főtanácsosnak adta el, aki a II. világháborúban román feleségével élt itt. Kettős hírszerző volt, látszólag a németeknek dolgozott, de valójában a szovjetek és angolok hírszerzője volt. Erről valószínűleg tudomást szereztek a németek, mivel a front átvonulása előtti napokban, 1945 februárjában öngyilkos lett.
A kastély egy időben üdülőként üzemelt, de mára már nagyon elhanyagolt állapotban van.